# 電光快車俠
《电光快车侠》（超特急ヒカリアン）是TOMY玩具公司发售的火車模型系列玩具和動畫。

## 概述
《电光快车侠》的正式名称为，发售之前暂称。在中国大陆播出时译名为《铁胆火车侠》，玩具由龙昌国际代理。
其电视动画在1997年4月2日至2000年3月29日每周三7：30～8：00的时间段于东京电视台栏目中播出，正片播放是从节目开始16分钟后进行，每集约7分钟，除了和银色魔头号战斗之外都是一话播出一个故事。作为TOMY推销玩具用的一部动画片，主要面向的观众阶层是幼儿和小学生，其知名度也在这些人群和陪同他们一起观看动画节目的父母中较高。
2000年时它的电视动画版在韩国·中国大陆·香港·台湾等地放映，同时也被美国引进播出。2001年东宝取得了的动画制作权，2002年在日本开始放送续集，同时期与相关的玩具也开始销售。

## 玩具
铁胆火车侠与Bratcher的机器人变身原型主要来自于新干线的铁道车辆。1994年时被Plarail企画室做商品规划，之后在1995年至1999年作为TOMY的新商品发售。这个时期，Hikarian事业室这个部分在该公司是新设且独立的。
在Plarail的综合目录商品信息里刊登了Hikarian的车辆可以在Plarail上搭载的消息，Zoids等机器人系统一般被认为是Plarail系统的产品群。
宣传词在电视动画版放送以前是“超光变形！”。开始全国放送之后，关联商品发售最兴盛的时期是1998年。同时期也由TOMY和Plarail计划发起官方的爱好者俱乐部“Hikarian Fan Club”，但结果并没有实现。
的玩具商品在2000年至2001年时以商店和批发商的库存限度流通着。从2002年4月开始大约9个月期间，作为新规划被展开。
1997年与TOMY相关的公司ユージン和等也开始发售相关的吉祥物。

## OVA
1996年发售的“Silver express special video set”和“Bratcher locomotive set”作为各自的特别录像带添加，两卷全三话。作品的角色分配和故事氛围与后面电视动画版有很大的差异。OVA版中快速魔头号有了声音演出之后，他的的声优千葉繁在续篇中继续为其配音。

### TV版跟OVA版的差异
- OVA版中和Bratcher战斗时注重强调电光快车侠的正义感，而电视动画版则更加侧重描写登场人物的日常生活与电光快车侠的各种不同的性格。

- 登场人物的设计·人物设定·声优等全部更换。

- OVA版中哲雪和米娜娅与电光快车侠最初相识的时候，哲雪是新干线迷，米娜娅的性格则显得稍微大方一些，且两人的服饰与电视动画版也不尽相同。除此之外OVA版中并没有在生活面多加描写。

- 头发的颜色不同。OVA版中哲雪头发的颜色是褐色，米娜娅是水色。电视动画版中则各自被黑褐色和浅褐色代替，且发型设计也不一样。

- OVA版里Black Express没有的瞳孔在电视动画版中被添加。

- 电光快车侠和Bratcher变身后与火车模式的大小相同，OVA版中更加注重强调变形后的机器人。电视动画版里则是变形后身体大小要比火车模式缩小很多，人类（哲雪·米娜娅）的身体基本无变化。

- 在OVA版中登场的人物数量受到限制。具体登场的电光快车侠有300系Nozomi，100系Hikari，Tsubasa，E1Max，E2Jet，300X，Win Dash，Sonic Sniper，Fire Nex，Police Win，Bratcher方面则有Black Express，Dozilas，Ukkari和Silver Express出场。此阵容是以95年下半年时发售的电光快车侠玩具作为基础的设定的。并且OVA版中登场人物的性格以玩具版的设定资料为准。

## 主要故事
基本上都是黑暗军团在各地进行恶作剧，铁胆火车侠到现场出击用必杀技击败黑暗军团一话便能完结的故事。这种流动与れはそれいけ!アンパンマン相似，作为推销玩具的节目，主要目标是博得幼儿的喜爱。
58话至87话间，铁胆火车侠寻找散落到地球上的回到自己行星的必要物品『能量块』（/Power Block）残片这部分的故事的小标题命名为<>，而在这之后的92话至104话与银色魔头号战斗的故事小标题则是<>。
本来篇预计在1998年度展开，但因为人材的问题被缩短，而以山梨县的JHR中央新干线（与现实中的中央新干线有所差异的原创路线）建设现场登场的<>篇被展开了。
103话时因为铁胆火车侠要与银色魔头号对决，Hikarian星人和Bratcher星人都去了宇宙，而1年后黑暗军团再次回到地球与开始哲雪等人做新的对抗的设定则从105话开始描写。
黑暗将军、御好烧会、世界猜拳选手权、136话至144话都是从孩子难以理解且较为深奥的地方描写，是以信赖与友情为主轴的良作。而续篇电光快车侠2在这方面的要素要比前者增强很多。
除了希望号之外的铁胆火车侠和黑暗军团，哲雪，主人等角色成为拥有实际内容的故事的主角，而有的故事也会出现希望号完全没有出场的情况。

## 故事内容
从宇宙的彼方Bratcher星而来的拥有黑暗能源的三人组快速魔头号、黑暗使者号、马虎恶魔号到达地球，将能源附身于蒸汽机车之上获得了拥有自我意识且可以变身的机体，为了实现“把世界变成漆黑一片”（OVA是以征服地球为目标的恶作剧）的目的，决定首先要把日本作为中心展开他们的“黑暗大作战”。为了阻止这一野心，正义的电光快车侠从Hikarian行星追赶而来，把作为各自能源起源的电力与容易被采用的新干线铁道车辆相融合，也有靠引擎和蒸汽机关电力发电的登场人物（电车·铁路机车）存在。
穿过路线之外时候的变形，各自在地球上的生活，铁胆火车侠与他们最大的敌人银色魔头号不断的进行战斗。地球人为了支援铁胆火车侠而开设了（JHR）与铁道公司，平时处理着一些不是铁胆火车侠的新干线电车的旅客输送任务。

## 登場人物
电光快车侠和黑暗军团作为玩具（JHR0XX正规系列）被商品化了。根据Tomy的企画，『日本全国100尊电光快车侠』都是实际存在的电车·机车，并作为客串人物于<>篇中登场。
【】是对应玩具的产品名称，里面是OVA版的声优演出。

### JHR
- 新桥哲雪／小鐵（ Shinbashi Tetsuyuki）- 卷口久美子（くまいもとこ）

本作男主角。动画中设定的学年为小学五年级，设定画中的则是四年级。去大阪的奶奶那里玩回来时乘坐了新干线希望号被黑暗军团袭击，帮助了电光快车侠他们相识并成为知己，好像很讨厌蔬菜和毛虫。
驾驶着JHR夺去的Bratcherlu2号改造而来的哲雪机器人。因为支持电光快车侠的功劳而被任命为JHR少年队员。
92话在中央新干线建设现场的时候决心成为火车司机，坐在希望号驾驶室里在其指点下进行驾驶操作。107话时因为和希望号之间的友情和信赖加深，地位被提高到特别队员，赋予可以和电光快车侠联络的可视电话PDA终端器，铃声是“我们的电光快车侠”。
由于在JHR的重要性被银色魔头号盯上，最后一话的时候威胁其亲自与希望号绝交，经过调解后跟电光快车侠们和好迎来大团圆的结局。
在2003年放送的第43话中，不得不只身搭乘赴美的神秘机械的景色被描绘，推测是的最后一话。三年之后，成长、性格改变的哲雪带着电光快车侠伙伴经成田机场回国，该话中哲雪曾经评价自己以前是“烂好人哲雪”。
美版称为“/Terry”，被认为是列车爱好者。
- 神田米娜娅／峰代（ Kanda Minayo） - 

本作女主角，是哲雪的同班同学兼好友，喜歡哲雪，與未知安娜為情敵。在她父亲于东京站内所开的咖哩饭店中做帮忙看店的女店员。初期登场次数比较多，但是从<>篇开始就逐渐减少，123回～134回几乎没有登场。初时性格比较迟钝，不过到第三系列的时候自我意识过剩，如果将第一系列和第三系列比较一下的话几乎看不出来是同一人。
美版以“/Mina”相称。
- 希望号（ Hikarian Nozomi）【JHR001】- （高山南）

由300系电车变身而来的光明火車主角，有着开朗不服输的性格。闲暇的时候喜欢操控迷你四驱（→迷你四驱）娱乐。必杀技是能够增幅发射太阳光芒的，但是该绝招在恶劣的天气下无法使用。为了弥补那个弱点，改进后的新装备“/Perfect Shield”和新必杀技“/Stardust Stream”就算在雨天也可以使用。武器是“/Hand Sword”、“/Sky Hand”、“/Sun Shield”、“/Star Shield”和“/Perfect Shield”。
- 使者号/飛翼號（ Tsubasa）【JHR002】- →寺田春日（石田彰）

在希望号之后变身的电光快车侠，和希望号是好朋友，也与哲雪关系不错。曾经因为自己担当的地区线路中出现的蒸汽机车的幽灵（实为黑暗军团所放的立体影像）而害怕并拒绝运行该线。武器是“/Slasher Wing”和“/Wind Shield”。
- 阳光号/光明號（ Hikari队长）【JHR003】- 成田剑

由100系新干线变身而来的阳光号是值得信赖的电光快车侠队长，责任感很强，办事重视规则。经常因为一个人背负太多的事劳累过度而倒下。武器是“/Sonic Cracker”和“/Light Shield”，必杀技是“/Flash Ring”。
- 窥探号/迅如風（ Win Dash)【JHR004】- 卷口久美子

是电光快车侠基地的操作人员，300X博士的直属助手。拥有能够预知未来的能力，不过并不能预知全部。性格认真直爽，宽宏大量，但也有一些轻浮，同时对预料不到的事情也会有惊慌失措的时候。118话时九州支部为了研究窥探号预知未来的能力邀其前去，却因为同乘的米娜娅提出了许多无理要求而迟到，受到了300X博士的斥责。不过也因此救出了即将被火车撞到的小孩子。武器是半月刀和未来之盾“/Future Shield”，因为不是战斗人员的关系，在动画中未曾使用。
电脑的操作能力超群，片中在新干线基地里的登场镜头较多。
- 力神号/馬克斯（ MAX）【JHR005】- 鈴木勝美

喜欢夸耀力量的电光快车侠，有着豪爽的性格。因为与E4在同样的地区运行，因此常常碰在一起。武器是“/Power Hammer”和“/Earth Shield”。
- 警官号/勝利警察（ Police Win）【JHR006】- 成田劍

所属电光快车侠特车队的铁路警察队，口头语是『逮捕』，片中逮捕犯人失败的次数超过了70次之多。在必要的时候可以使用特车队持有的特殊车辆Police Trailer这个有利帮手。根据てれびくん的介绍，好像跟未登场的Rescue Win有兄弟般的关系，但是在剧中没有特别描写。武器是和“/ Police Shield”。
- E2闪电流星号（ E2 Jet）【JHR008】- 原泽胜广 →千葉进步→加濑田进（中村大樹）

以“速度就是生命”做为信条的电光快车侠。只要发现有比自己速度更快的东西存在，不管是什么，哪怕在营业运行中也向其要发起挑战，因而受到了300X博士的警告。但是后来这个性格依旧没变。变身成电光快车侠的形态后可以以超越音速的速度飞行，武器是“/Jet Gun”。
- 博士号/300X（Dr.300X）【JHR009】- 鈴木勝美（石井康嗣）

是电光快车侠的司令官，被大家称为“博士”。有着稳重的性格和坚强的意志，基地装备和电光快车侠们的装备全部都是他制作的。143话的时候为了让大家能参加宴会与助手窥探号留守在基地，不过因为窥探号也想赴宴的缘故便同意驾驶基地前往。但由于宴会会场没有停车场只好返回。这场宴会其实是黑暗军团为了夺取JHR基地而策划的阴谋，但最终还是以失败而告终。武器是“/Magnet Shield”，动画中未使用。
- 霹雳火神号（ Fire Nex）【JHR010】- 鹽屋翼

电光快车侠特车队铁路消防队的队长，说话语气中体现着地道的东京人性格。特殊车辆是Fire Control Trailer，武器是。
- 狙击手号/音速狙擊號（ Sniper Sonic）【JHR011】- 橫田榮治（中原茂）

隶属电光快车侠特车队·铁路警备队，也是该特车队的领导人。性格沉着冷静，“sniper(狙击手)”之名证明了其准确无比的射击能力。特殊车辆是能装载长距离射击大炮的Sniper Trailer，颜色为浅绿色。武器是“/Sniper Canon”。
- 希望之光号/威斯特（ West）【JHR012】- 北原冬子

500系新干线希望之光号是电光快车侠小宝宝，拥有只要一哭就能够穿越时空的能力，不论是电光快车侠还是黑暗军团都无法逃避。在第三季故事中稍有成长，为了帮助生病感冒的希望号，一个人在台风中把药从大阪送到东京（123话）。武器是“/Wing Sensor”。
- 南海忍者号/拉彼特（ Nankai Rapit ）【JHR013】- 鈴木勝美

电光快车侠忍者，平时喜欢一个人独处，居住在深山之中。讲话使用关西方言，非常讨厌纳豆。曾经收过黑暗使者号和马虎恶魔号为徒。武器是“/Ninja Sword”和“/Shuriken”。
- 火速E3号（ E3 Racer）【JHR014】- 成田劍

E2的对手，相比在天上速度很快的E2而言，变身成电光快车侠的形态后脚上的轮胎让E3在陆地上更能将自己的速度出色发挥。曾经和E2拿10根作为赌注来一决胜负。武器是“きりたんぽ”，但是设定画上注明的是型的手榴弹。
- 山神号/山彥號（ Yamabiko）【JHR015】-

使者号尊敬的前辈，于东北地区服役的新干线，最擅长在恶劣的天气中作战。玩具中附送装备“安全确认车”。
- 安全卫士号/黃博士（ Dr.Yellow）【JHR017】- 橫田榮治

电光快车侠的一级技术人员，平时被大家称作“医生”。从电光快车侠们使用的武器整备到线路的整备都是由他负责担任的，但并不擅长作战。为了整备线路的工作而开发了巨大的装甲车Big Wonder之后，在前线也变得活跃起来，特殊车辆Hikarian Trailer的司机。电光快车侠基地的操作人员之一，不过操作技术不如另外两人。其玩具一并附送“/Tunnel确认车”装备。
- E4【JHR019】- 鶴岡聰

Max小时候的好朋友，被说成是“沉默寡言的家伙”，但是剧中数回之后就没再提过。平时喜欢通过手势来传达普通的事情。武器是“/Power Bat”，必杀技是“/Double Decker”。
- 寿星号/古達爺（ Kodaji）【JHR020】- 鈴木勝美

0系的寿星号爷爷是电光快车侠长老，经常在睡觉。偶然醒来时会用特殊能力来做启示，但在那之后又会睡着了。其年轻时的样貌曾在山神号的回忆中登场，并表现出寿星号以现在的姿态完全无法展现的勇敢。
- 星星号/21號星（ Star21）【JHR021】- 松尾貴司

新干线的实验列车，梦想是在实验室外面尽情奔跑，在列車模式高速行驶下是電光快車俠之中速度最快的，动画中高速行驶时车身会变成红色。与安全卫士号一样擅长修理机械，但不同的是没有失败作品，就是他改造了希望号的武器Sky Hand。“对21星号来说没有不可能的！”（スター21に不可能はない！）是他的名言。武器是“/Sky Hand”与“/Speed Shield”。
- 罗曼斯卡（日语：小田急10000形電車）/羅曼斯加（ Romancecar）【JHR022】- 加瀨田進

火车模式原型为小田急10000形电车Hise，于95话登场。为了修复被黑暗使者号与马虎恶魔号破坏的JHR基地的总动力炉故障，他亲自将治愈装置的代替品安全送往基地。武器为“/Crossing Rifle”和“/Jitte Pinch”。
- 7号（ Seven ）【JHR023】- 一條和矢

119话登场（作为N700系登场是98话），是个豪爽的青年，力量很强却又不会自大，总是默默的帮助大家。曾因为警官号的请求而帮助他进行特训。武器是“/Wormhole Blaster”，但是片中未使用。
- 阿健/K君（ K-Kun）【JHR024】- 松浦有希子

最小的电光快车侠，是山神号的亲戚，因为年纪太小所以不会说话。山神号曾经请求使者号帮忙照顾过他。
- 消防号（ Rescue Win）【JHR025】

由新干线高速实验列车WIN350变身而来的电光快车侠，外表酷似警官号。与警官号不同的是他全身的主色调为红色，且没有在片中登场。是的设计竞赛获奖作品。
- 急救阿之沙/小梓（ Azusa）- 北原冬子

是帮助安全卫士号进行护理工作的护士，JHR基地唯一的女性电光快车侠。头上有着丝带型的螺旋桨装饰。平时是个和善的姐姐，不过如果被惹怒的话也相当可怕。胸前的显示牌上显示的图案反映着她的各种情感，平時是一朵鬱金香，发怒的话会变成“！”，战斗时是“炸弹”，高興或恋爱时则是“心”的记号。被其他电光快车侠叫作“阿之沙”，哲雪和米娜娅称为“阿之沙小姐”。必杀技是使用全部力量发动的“/Azusa Cyclone”。
- 未知安娜（未知アンナ）- 寺田春日

于篇中登场，是拥有完美身材的女性Hikarian星人。来到地球告诉电光快车侠他们的星球正处于危险中。希望号等人听了她的话之后到处寻找着能量块的所在，欲返回故乡。她的力量来源来于电能，用尾巴连接到电源插座后方可补给能量，疲劳的时候会慌慌张张的逃跑。
- 道口操纵员（踏切ジェッター）- 卷口久美子

希望号第一节车厢中的机器人，于第二系列登场。主要用于帮助发射希望号的武器跟哲雪机器人与做车辆的牵引工作，不过也发生过一不留神单独出去探险的事（37话）。曾作为玩具“超Action希望号”“活动客车组套1”在1997年发售，也在96年发售的OVA版玩具Hikarian Trailer中登场。
- 欧洲之星号·蓝色欧洲号（· Euro Star·Blue Euro）【超光限定组套2】- 加濑田进

法国的超特急，是个有名的电影演员，害怕蟑螂。曾经因为喜欢阿之沙邀其一起吃饭。总是违反规则，跟阳光号队长形成了鲜明的对比。因为要把从法国博物馆得到的重要的能量块送给JHR而办了一场欢迎会，但在来基地的路上遭到攻击受了重伤，经过博士的修复后以蓝色欧洲号的身份重生了，此后担任Big Wonder的护卫队长。成为蓝色欧洲号之前的必杀技是“/Dover Cross”，蓝色欧洲号的武器则是“/JHR Big Rifle”和“/JHR Big Shield”。
- 日立四兄弟（ひたち四兄弟）【变形Box1/Freshness日立3兄弟组套】

E653系的电光快车侠四兄弟，初登场时的性格与年龄一样设定不一。Freshness日立是他们的队伍名字。按照年长至年幼的顺序排列依次为：
日立红色（ Hitachi Red）-川中子雅人
日立蓝色（ Hitachi Blue）-村井厚之
日立黄色（ Hitachi Yellow）-池田克成
日立绿色（ Hitachi Green）-成田劍、寺田春日

### JHR基地
电光快车侠在日本的据点，也兼备着JHR本部的功能。OVA·中作为建筑物登场，而在（电视动画版）中则作为电光快车侠基地登场并且可以飞行。
在电视动画版中被认为是由博士设计，可以监测全国的电车与电光快车侠们的状况，发生紧急状况之时便可出动的电光快车侠中央指挥室，兼备格纳库·整备试验场·起居室等设施。在的第49话中介绍还有地铁可以通达基地里面，并且比较容易迷路的事也被描写了。
OVA版-汐留
TV版-与东京站邻接
-沿着秋叶原的高架桥建立
其玩具在1995年·1998年（Ver2）·2002年作为『电光快车侠基地』发售，格纳库可以装纳五辆电光快车侠回程后的电车模式。

### 电光快车侠的其他武器
包括各种特殊车辆与对抗黑暗军团的其他武器。
- （Hikarian Trailer）

主要于第一季到第二季结束前登场，由安全卫士号操控。玩具版附送武器（Yellow Sword）和（Roller skiing）。
- （Police Trailer）

主要于第一季到第二季结束前登场，由警官号操控。玩具版附送武器警察剑与。
主要于第一季到第二季结束前登场，由霹雳火神号操控，在灭火时使用。
- （Sniper Trailer）

主要于第一季到第二季结束前登场，由狙击手号操控，不过Sniper Trailer和消防Trailer并没有玩具化。
- （Big Wonder）

第二季中间段登场，由安全卫士号操控，主要用于铺修线路。
为了对抗黑暗军团的电光快车侠能量吸收装置而开发的武器，使用这个武器补充能量的电光快车侠身体会发出金色的光，并全身充满力量。唯一的缺点是该武器还没有完全研发成功。

### Bratcher
- 快速魔头号/黑暗EX（ Black Express）【BTR（JHR）007】-橫田榮治（千葉繁）

战斗能力很强，被黑暗使者号和马虎恶魔号称为“老大”，作为反派角色也会有好的一面。在作战时偶尔也有非常厉害的时候，是黑暗军团粗心且愚蠢的领导者，跟他的两个部下有着深厚的羁绊。快剧终的时候被银色魔头号独自留在地球上，为了和部下一起回故乡，坚定的向电光快车侠们发起挑战。 武器是“/Black Metal Ball”，初期时也有设定其“愤怒凶暴的模样”，不过以后就没再出现过。
- 黑暗使者号/多吉拉矢（ Dozilas）【BTR（JHR）015】- → 寺田春日（關智一）

快速魔头号的部下，自称词为或者。由蒸汽机车D51变身的黑暗使者号在初期和后期的性格设定不一样，1～2话以后几乎变了个人。在53话之后换了声优，如果不留神的话几乎辨认不出来，官方设定其年龄为10岁左右。动画中曾与马虎恶魔号一起变身为火车的模式在铁路上奔驰。
- 马虎恶魔号/吳卡里（ Ukkari）【BTR（JHR）016】-北原冬子（小野坂昌也）

蒸汽机车C55（流线型）变形而来的马虎恶魔号是快速魔头号的部下，是三人组中的技术人员，和导航机器人关系很好。官方设定他的年龄为8岁左右。
- 银色魔头号/白銀號（ Silver Express）【BTR（JHR）018】-鈴木勝美（真殿光昭）

为快速魔头号的上司，一切邪恶源泉之首。性格冷酷无情，但偶尔也会做出滑稽的事。武器是“/Silver Metal Ball”·“/Vulcan Head”（后者动画中未使用）。完結篇在看見哲雪和希望號的友情時坦承認輸，認定他們獲勝，並離開地球。
- 黑暗鲨鱼（ Black Shark）

由コジラス、（U232型）、チャッカリー（B20型）与ガッカリー（C53流线型）四人共同组成的宇宙海盗，因为不满哥哥们在地球上的表现，打算自己亲自出动打败电光快车侠。但今次的目的是要“将快速魔头号等人全部除掉”。可是在跟三人组进行对决时使用的武器（捉迷藏杀手、陀螺等）全部自行毁灭后，觉得自己的能力不如哥哥们。最后将自制的按摩椅送给他们，祝愿他们顺利完成任务之后返回故乡，后来制造的飞行器曾令希望号等电光快车侠陷入苦战。
由C56蒸汽机车变身而来的黑暗使者号的弟弟，从回忆与黑暗使者号在正月中一起玩陀螺时发出过“为什么Bratcher星与地球的，尤其是日本的文化那么相近”的疑问中，推测其并没有近来所说的“地球人类·铁胆火车侠与黑暗军团两种族的祖先”的设定。
由U232型蒸汽机车变身而来的马虎恶魔号的兄弟。根据当时的玩具目录和杂志书的介绍，他也作为100尊铁胆火车侠的其中之一登场，不过并没有在动画的正篇里出现过。
由蒸汽机车B20变身而来的马虎恶魔号的表妹，成员中唯一的女孩子。曾向快速魔头号他们强行推销按摩器。
由C53（流线型）蒸汽机车变身而来的马虎恶魔号的兄弟，总是在失望。是四人当中在动画里出场过的人物之一，不过没有被商品化。
使用下半身的单轮行走的黑暗军团小型导航机器人，用自身发出的电子音波与别人进行思想沟通，也可以相当于是黑暗军团道口操纵员般的存在，和马虎恶魔号关系很好。但是因为和快速魔头号多次发生冲突而引发了其对它的不满，在愤怒之下教训了它不料它却因此失控，片中仅仅登场两回。
- 断路器（シャーダン）

第三部中黑暗军团以道口栏杆为原型制造的机器人，后被银色魔头号进行了批量和巨大化的生产。可以发出人类语言的声音，从某种程度来说，好像具有自我意识。在续集《电光快车侠2》中也可称作是试做型存在。
- 断路器二世（シャーダン二世）

外表和断路器一样，基本性能比之前的一世有了相当的提高。
- 飞翔断路器（スカイシャーダン）

断路器增加了可以飞行的道具后能够自由的在天上飞行从而对地面进行攻击。在此之前为了能够顺利飞行曾进行过各种各样的训练。

### Bratcher的机器人
黑暗军团从第一部开始使用的机器人，共11种。在设定画中这些机器人的名字都以“/Bratcherlu（简略）”来命名。
- Bratcherlu机器人1号（ブラッチャールロボ1号）

名为，颜色为黑色。使者号曾与它单挑，不过不仅未成功武器反被打的粉碎，他更此成为人质。初回的黑色被警官号的特殊车辆Police Trailer喷出的水击中，触电败北。在这之后由于预算的关系它的名字与技能被反复的使用着：最初改装为颜色被涂装成粉红色的，第二次完全变成红色，称做。于篇中被改造成可以再利用并能够进行水战的黑色登场。
- Bratcherlu机器人2号（ブラッチャールロボ2号）

名为，以操纵者的愤怒力量做为动力能源。起初由黑暗使者号操控，可是能量不够。后来驾驶员换成了因为和希望号吵架而怒气冲天的哲雪，但还是被希望号的武器星光盾发出的光束击败。25话登场。
- Bratcherlu机器人3号（ブラッチャールロボ3号）

名为，蝎子型机器人。攻击市区里的电线并吸收其电力，扰乱了电光快车侠们的正常营业运行。被哲雪机器人折断了发射雷电用的电线，随后希望号使用必杀技Stardust Stream攻其弱点战败。初登场为26话。
- Bratcherlu机器人4号（ブラッチャールロボ4号）

名为，32话登场。猩猩型机器人，曾捉走米娜娅做人质。最后被众人的合体技能“/Lightning Attack”击败。
- Bratcherlu机器人5号（ブラッチャールロボ5号）

名为，只能单人驾驶，由黑暗使者号操纵，通称『怪盗X』。目标是盗取便利商店里的零钱，不过常常以失败告终，于34话登场。
- Bratcherlu机器人6号（ブラッチャールロボ6号）

名为，蟑螂型机器人。与其他机器人不同的是形态较小，使用目的是为了令害怕蟑螂的欧洲之星号在营业运行时出轨。后被改造成炸弹使用，35话登场。
- Bratcherlu机器人7号（ブラッチャールロボ7号）

名为，来源于一种叫做安第斯神鹰的鸟类，是根据协和式飞机为原型改造而来的鸟型机器人。最后被哲雪机器人拔断了燃料供应栓坠落。
- Bratcherlu机器人8号（ブラッチャールロボ8号）

名为，蜜蜂型机器人。对电光快车侠注射了病毒后，会使之变成ヒカリアン猫。在第44话登场。
- Bratcherlu机器人9号（ブラッチャールロボ9号）

名为，于53话登场。有着武士的外形，战斗欲望强烈，号称是最强的机器人。因为希望号的一句话“要打就堂堂正正的打”而自我觉醒（不是失控），四处寻找着可以交战的对手。最后输给并认可了哲雪的勇气与关心他人的精神。
- Bratcherlu机器人10号（ブラッチャールロボ10号）

名为，虽然设有驾驶室却无人乘坐，由黑暗使者号远距离操纵。黑暗军团为了在北海道开发高尔夫球场使用，于63话登场。
- Bratcherlu机器人11号（ブラッチャールロボ11号）

名为，鼹鼠型机器人。

### Bratcher的其他武器
- 烟鄂（ Smoke Joe）

黑暗军团的巨大蒸汽机车头，拥有钻地和飞行两重用途。其身体主色调为黑色，尾翼上喷着的白色“Jo”字样是它的特徽。
- 陨石机器（ Meteorite Machine）

黑暗军团为了攻击电光快车侠而制造的机器，车上的“U”字形磁石可以将陨石从宇宙吸引到地球，16话登场。
黑暗军团开发的电光快车侠能量吸收装置，被击中的电光快车侠会一直保持在火车模式的状态下不能变身战斗。后被米娜娅破坏。
此武器可以吸收电光快车侠的能量，被击中后的电光快车侠们会失去战斗力，需要靠相对的能量增强装置恢复力量才可以继续作战。
本是黑暗军团为了让北海道的雪下个不停而制作的机器，结果却因为太冷而导致控制装置失控。

### 其他角色
- 铃木胜美

米娜娅的父亲，东京站内的咖喱饭店的店长，兴趣是收集装釜饭的器皿。曾经与妻子一起到京都祈祷米娜娅平安出生。
- 主人

94话登场，身披白色斗篷戴面具的神秘男子。拥有『世界猜拳冠军』荣誉的他以电光快车侠帮手的身份出现。150话时判明其真身为哲雪的父亲—。通过背影可以看到他身着西服，但职业与年龄都不详。
- -卷口久美子

哲雪的母亲，之妻。
- 鸟建男（とりたてお）-成田剑

黑暗军团以活动资金的名义在宇宙银行借钱的债主，是一个身着白色西服，带着太阳眼镜的鸟人类。快速魔头号等人一直无法还掉其借给他们的莫大债款。
- （23話）-

快速魔头号他们因为希望之光号穿越时空的能力回到过去的美国时遇到的少女，长的和米娜娅很像。
- 神无弥生（38話）

把花朵的种子送给年幼哲雪的少女。在战斗时帮助了哲雪和电光快车侠后便消失了。
- （45話）-卷口久美子

是哲雪住在大阪的祖母。最擅长做的料理是キンピラゴボウ。
- （72話）-

代替失踪的父亲在广岛市开御好烧店的小学四年级学生。
- （63話）

- （75話）

从没有海的国家作为对日亲善大使而来的少年。
- （86·87話）-松本梨香

被安娜评价为是“任性的女王”，也是她派安娜来地球。其名字在第65话时被初次提到。
- 袋鼠（88話）-平野智恵

被黑暗军团所利用的巨大的袋鼠。在米娜娅面前很和善，但因为黑暗军团的原因变的凶暴化。
- 列车太郎-

- （128話）-内田顺子 （歌手）

- （139·140話）-堀江美都子

## 制作人员
- 原作·企划·制作：TOMY
- 原案：铃木伊织（アーミックデザインオフィス）
- 监督：广川和之、新田义方
- 系列构成：井上敏树、白根秀树
- 人物设定：宫尾岳
- 机械设定：・片平正史
- 音乐：林有三
- 制片人：小林教子·东不可止（东京电视台）/森正·永仓实（TOMY）
- 演出助理：（荻野宏）
- 制作协力：・协和广告・
- 音响制作：
- CG制作：2
- 动画制作：

## 主題曲
- 第1期OP（放送话数:1話～72話）-（作詞：鈴木伊織 作曲·編曲：米光亮 歌：高山成孝）
- 第2期OP（放送话数:73話～104話）-（作詞：大賀玉之輔 作曲·編曲：小倉松庵 歌：遠藤正明）
- 第3期OP（放送话数:105話～155話）-（作詞：鈴木伊織 編曲：林有三 歌：堀江美都子）
- ED（限最终话）-（歌：堀江美都子）
- 录像JHR系列（第1·2期）片尾曲-（作詞：大賀玉之輔 作曲：林有三 歌：高山成孝）
- 录像NEW（第3期）系列片尾曲-（編曲:林有三 歌:森之木儿童合唱团）

## 各话标题
- 中文标题参考中国大陆播放的辽艺版进行填充。

| 话数 | 日文标题 | 中文标题               | 脚本              | 分镜     | 演出       | 作画监督          |
| ---- | -------- | ---------------------- | ----------------- | -------- | ---------- | ----------------- |
| 1    |          | 饭团大战               | 雪室俊一          | 广川和之 | 广川和之   | 内山正幸          |
| 2    |          | 希望号被缚             | 雪室俊一          | 广田正志 | 日下直义   | 广田正志          |
| 3    |          | 幽灵机车               | 雪室俊一          | 上岛光   | 上岛光     | 阿部宏幸          |
| 4    |          | 格斯凯的愿望           | 雪室俊一          | 楠根彰   | 楠根彰     | 箕轮悟            |
| 5    |          | 希望与光明之战         | 井上敏树          | 广川和之 | 广川和之   | 越智一裕          |
| 6    |          | 警官号登场             | 井上敏树          | 广田正志 | 日下直义   | 广田正志          |
| 7    |          | 恐怖的约会             | 井上敏树          | 上岛光   | 上岛光     | 阿部宏幸          |
| 8    |          | 巨大的UFO              | 井上敏树          | 上岛光   | 上岛光     | 箕轮悟            |
| 9    |          | E2对E3                 | 荒木宪一          | 广田正志 | 日下直义   | 广田正志          |
| 10   |          | 南海忍者号出场         | 荒木宪一          | 广川和之 | 楠根彰     | 箕轮悟            |
| 11   |          | 大佛起动！             | 井上敏树          | 越智一裕 | 越智一裕   | 越智一裕          |
| 12   |          | 飞奔吧，太郎           | 井上敏树          | 广川和之 | 广川和之   | 阿部宏幸          |
| 13   |          | 恐龙大骚动！           | 荒木宪一          | 广田正志 | 日下直义   | 广田正志          |
| 14   |          | 急救阿之沙的秘密       | 荒木宪一          | 上岛光   | 上岛光     | 箕轮悟            |
| 15   |          | 陨石遮护板             | 荒木宪一          | 广川和之 | 广川和之   | 竹内进二          |
| 16   |          | 紧急出发！JHR基地      | 荒木宪一          | 广川和之 | 广川和之   | 箕轮悟            |
| 17   |          | 谜一样的超特快出现     | 铃木伊织          | 广田正志 | 日下直义   | 广田正志          |
| 18   |          | 米娜娅大变身           | 井上敏树          | 越智一裕 | 越智一裕   | 越智一裕          |
| 19   |          | 婚宴经济恐慌           | 井上敏树          | 松村康弘 | 松村康弘   | 竹内进二          |
| 20   |          | 地球大爆发             | 井上敏树          | 光川和之 | 光川和之   | 箕轮悟            |
| 21   |          | 西部战争史             | 荒木宪一          | 广田正志 | 日下直义   | 广田正志          |
| 22   |          | 火车侠，千钧一发       | 荒木宪一          | 羽原信义 | 越智一裕   | 越智一裕          |
| 23   |          | 希望号对哲雪           | 井上敏树          | 上岛光   | 楠根彰     | 谷口嘉浩          |
| 24   |          | 活跃的哲雪君           | 铃木伊织          | 毛利和昭 | 广川和之   | 箕轮悟            |
| 25   |          | 黑暗军团的阴谋         | 广川和之          | 广川和之 | 广川和之   | 越智一裕          |
| 26   |          | 烟鄂回来了             | 广川和之          | 广川和之 | 广川和之   | 箕轮悟            |
| 27   |          | 北陆新干线的友情       | 荒木宪一          | 毛利和昭 | 大钉繁     | 小林胜利          |
| 28   |          | 鳝鱼的东海道之旅       | 荒木宪一          | 上岛光   | 大关雅幸   | 谷口嘉浩          |
| 29   |          | 变小大战               | 荒木宪一          | 早川启二 | 早川启二   | 本木久年          |
| 30   |          | 银色恐怖               | 荒木宪一          | 广川和之 | 广川和之   | 箕轮悟            |
| 31   |          | 新干线死期临近         | 井上敏树          | 上岛光   | 楠根彰     | 安藤义信          |
| 32   |          | 怪盗登场               | 井上敏树          | 早川启二 | 早川启二   | 本木久年          |
| 33   |          | 来日研修               | 荒木宪一          | 广川和之 | 广川和之   | 箕轮悟            |
| 34   |          | 北极大决战             | 荒木宪一          | 龟垣一   | 龟垣一     | 本桥秀之          |
| 35   |          | 向海盗岛进发           | 荒木宪一          | 早川启二 | 早川启二   | 本木久年          |
| 36   |          | 儿时的回忆             | 越智一裕          | 越智一裕 | 越智一裕   | 越智一裕          |
| 37   |          | 扮演圣诞老人的黑暗军团 | 井上敏树          | 伊达勇登 | 广川和之   | 山田浩之          |
| 38   |          | 大扫除                 | 广川和之          | 广川和之 | 广川和之   | 箕轮悟            |
| 39   |          | 四国新干线             | 荒木宪一          | 上岛光   | 楠根彰     | 松冈秀明          |
| 40   |          | 当一天的站长           | 黑田洋介          | 大关雅幸 | 大关雅幸   | 谷口嘉浩          |
| 41   |          | 希望号的光辉形象       | 黑田洋介          | 上岛光   | 随行央吾   | 安藤义信          |
| 42   |          | 铁胆火车猫             | 荒木宪一          | 早川启二 | 早川启二   | 本桥秀之          |
| 43   |          | 炒牛肉丝的魅力         | 荒木宪一          | 上岛光   | 广川和之   | 箕轮悟            |
| 44   |          | 向日蔡与少女           | 井上敏树          | 大关雅幸 | 大关雅幸   | 谷口嘉浩          |
| 45   |          | 来自北海道的求救信号   | 黑田洋介          | 广川和之 | 广川和之   | 松冈秀明          |
| 46   |          | 米娜娅，出击！         | 越智一裕          | 越智一裕 | 越智一裕   | 越智一裕          |
| 47   |          | 致命一击！             | 黑田洋介          | 羽原信义 | 随行央吾   | 安藤义信          |
| 48   |          | 宇宙特快试行           | 荒木宪一          | 龟垣一   | 龟垣一     | 本桥秀之          |
| 49   |          | 宇宙彩票               | 荒木宪一          | 上岛光   | 广川和之   | 山田浩之          |
| 50   |          | 无敌！剑侠机器人       | 井上敏树          | 金田伊功 | 金田伊功   | 金田伊功          |
| 51   |          | 别了，电光快车侠       | 井上敏树          | 广川和之 | 广川和之   | 箕轮悟            |
| 52   |          | 宽视角飞弹号的孤独     | 井上敏树          | 上岛光   | 广川和之   | 安藤义信          |
| 53   |          | 幽灵希望号             | 荒木宪一          | 大关雅幸 | 大关雅幸   | 谷口嘉浩          |
| 54   |          | 投吧，朋友             | 黑田洋介          | 上岛光   | 保田康治   | 保田康治          |
| 55   |          | 墨鱼饭盒战             | 舘正贵            | 广川和之 | 广川和之   | 山口浩之          |
| 56   |          | 发现能量块             | 井上敏树          | 楠根彰   | 楠根彰     | 安藤义信          |
| 57   |          | 红色夕阳铁胆火车侠     | 荒木宪一          | 森田浩光 | 森田浩光   | 本木久年          |
| 58   |          | 纳豆恐慌               | 荒木宪一          | 森田浩光 | 山崎友正   | 本木久年          |
| 59   |          | 古代列车文明           | 黑田洋介          | 伊达勇登 | 石堂宏之   | 箕轮悟            |
| 60   |          | 九谷烧的决斗           | 荒木宪一          | 上岛光   | 广川和之   | 山田浩之          |
| 61   |          | 出现巨大绿球藻         | 黑田洋介          | 大关雅幸 | 大关雅幸   | 谷口嘉浩          |
| 62   |          | 黑暗将军的野心         | 井上敏树          | 上岛光   | 藤本ジ朗   | 安藤义信          |
| 63   |          | 了不起，未知安娜       | 广川和之          | 广川和之 | 广川和之   | 箕轮悟            |
| 64   |          | 幸运不会从天降         | 舘正贵            | 上岛光   | 藤本ジ朗   | 安藤义信          |
| 65   |          | 希望号转职在北海道     | 白根秀树          | 高松信司 | 高松信司   | 山田浩之          |
| 66   |          | 宇宙植物袭来           | 荒木宪一          | 上岛光   | 大关雅幸   | 谷口嘉浩          |
| 67   |          | 冲绳上空的求救信号     | 荒木宪一          | 上岛光   | 藤本ジ朗   | 安藤义信          |
| 68   |          | 与我作战吧             | 黑田洋介          | 大关雅幸 | 大关雅幸   | 坂元大二郎        |
| 69   |          | 山神哥哥               | 黑田洋介          | 高松信司 | 高松信司   | 山田浩之          |
| 70   |          | 必杀，铁板烧人         | 井上敏树          | 毛利和昭 | 石堂宏之   | 箕轮悟            |
| 71   |          | 游览胜地之战           | 越智一裕          | 越智一裕 | 越智一裕   | 越智一裕          |
| 72   |          | 快速魔头号军团的大进攻 | 荒木宪一          | 藤本ジ朗 | 藤本ジ朗   | 安藤义信          |
| 73   |          | 少年和海               | 白根秀树          | 大关雅幸 | 大关雅幸   | 铃木仁史          |
| 74   |          | 快速假面号出场         | 白根秀树          | 大关雅幸 | 大关雅幸   | 铃木仁史          |
| 75   |          | 电光快车侠兄弟的冲突   | 舘正贵            | 上岛光   | 石堂宏之   | 安藤义信          |
| 76   |          | 复仇的“之”字线路       | 荒木宪一          | 山田浩之 | 山田浩之   | 山田浩之          |
| 77   |          | 飞天光刃送到           | 白根秀树          | 西村纯二 | 楠根彰     | 小林胜利          |
| 78   |          | 夺回巨大奇迹号         | 黑田洋介          | 大关雅幸 | 大关雅幸   | 谷口嘉浩          |
| 79   |          | 从故乡来年拜访者       | 井上敏树          | 箕轮悟   | 藤本ジ朗   | 箕轮悟            |
| 80   |          | 火车侠，全体出动       | 黑田洋介          | 越智一裕 | 越智一裕   | 越智一裕          |
| 81   |          | 欧洲之星的再生         | 荒木宪一          | 山田浩之 | 山田浩之   | 山田浩之          |
| 82   |          | 地下大骚动             | 舘正贵            | 大关雅幸 | 大关雅幸   | 安藤义信          |
| 83   |          | 第一百个火车侠         | 荒木宪一          | 藤本ジ朗 | 藤本ジ朗   | 铃木仁史          |
| 84   |          | 回到火车侠故乡         | 井上敏树          | 广川和之 | 渡辺健一郎 | 小林胜利          |
| 85   |          | 火车侠返回地球         | 井上敏树          | 广川和之 | 山田浩之   | 山田浩之          |
| 86   |          | 喷气式铁轨作战         | 白根秀树          | 森田浩光 | 森田浩光   | 本木久年          |
| 87   |          | 雪人不倒翁的叛乱       | 荒木宪一          | 石堂宏之 | 石堂宏之   | 箕轮悟            |
| 88   |          | 发射人工太阳           | 荒木宪一          | 上岛光   | 广川和之   | 安藤义信          |
| 89   |          | 邮票大赛               | 黑田洋介          | 森田浩光 | 森田浩光   | 本木久年          |
| 90   |          | 驶向梦想的驾驶室       | 铃木伊织          | 新田义方 | 新田义方   | 渡部明            |
| 91   |          | 新加入的日立           | 铃木伊织          | 大关雅幸 | 大关雅幸   | 谷口嘉浩          |
| 92   |          | 决胜负！铁桥猜拳       | 铃木伊织          | 新田义方 | 新田义方   | 宇都木勇          |
| 93   |          | 罗曼丝卡               | 铃木伊织          | 饭岛正胜 | 伊藤知子   | 樱井芳久          |
| 94   |          | 道口突破翻斗汽车       | 铃木伊织          | 饭岛正胜 | 渡辺健一郎 | 小林胜利          |
| 95   |          | 幻影般的特快列车       | 铃木伊织          | 山田浩之 | 山田浩之   | 山田浩之          |
| 96   |          | 超级特快列车烟颚       | 铃木伊织          | 新田义方 | 新田义方   | 宇都木勇          |
| 97   |          | 伙伴们紧急出动         | 铃木伊织          | 藤本朗   | 藤本朗     | 箕轮悟            |
| 98   |          | 希望号千钧一发         | 铃木伊织          | 毛利和昭 | 新田义方   | 宇都木勇          |
| 99   |          | 小女主角               | 铃木伊织          | 饭岛正胜 | 饭岛正胜   | 山田浩之          |
| 100  |          | 黑暗大作战             | 铃木伊织          | 毛利和昭 | 新田义方   | 樱井芳久          |
| 101  |          | 最后的战斗             | 铃木伊织          | 小华和   | 早川启二   | 本木久年          |
| 102  |          | 哲雪的回忆             | 铃木伊织          | 新田义方 | 新田义方   | 宇都木勇          |
| 103  |          | 欢迎回来               | 白根秀樹          | 新田义方 | 新田义方   | 箕轮悟            |
| 104  |          | 不能变身了             | 白根秀樹          | 横田和善 | 新田义方   | 山田浩之          |
| 105  |          | 哲雪队员诞生           | 白根秀樹          | 小村敏明 | 雄谷将仁   | 丸英男            |
| 106  |          | 使者号真厉害           | 舘正贵            | 矢吹勉   | 雄谷将仁   | 丸英男            |
| 107  |          | 两个大力士             | 佐藤胜一          | 横田和善 | 佐々木皓一 | 山崎隆生          |
| 108  |          | 我也想参战             | 白根秀树          | 新田义方 | 新田义方   | 志村隆行          |
| 109  |          | 安全卫士号遇袭         | 白根秀树          | 富永恒雄 | 山口頼房   | 竹内昭            |
| 110  |          | 浪漫罗曼号             | 佐藤胜一          | 富永恒雄 | 山口頼房   | 花轮弘昌          |
| 111  |          | 正义的使者警官号       | 舘正贵            | 新田义方 | 新田义方   | 箕轮悟            |
| 112  |          | 初次外出办事           | 白根秀树          | 新田义方 | 新田义方   | 渡部明            |
| 113  |          | 加油，星星号           | 佐藤胜一          | 小村敏明 | 雄谷将仁   | 丸英男            |
| 114  |          | 我的名字叫狙击手号     | 舘正贵            | 矢吹勉   | 雄谷将仁   | 丸英男            |
| 115  |          | 功率提高的秘密         | 白根秀树          | 吉川浩司 | 吉川浩司   | 山崎隆生          |
| 116  |          | 窥探号大受欢迎         | 白根秀树          | 吉川浩司 | 吉川浩司   | 工藤柾辉          |
| 117  |          | 他的名字是七号         | 白根秀树          | 矢吹勉   | 御厨恭辅   | 柳瀨雄之          |
| 118  |          | 美好的暑假             | 佐藤胜一          | 小村敏明 | 御厨恭辅   | 柳瀨雄之          |
| 119  |          | 岛波途中奇遇           | 舘正贵            | 新田义方 | 新田义方   | 渡部明            |
| 120  |          | 不明球体               | 白根秀树          | 小村敏明 | 新田义方   | 志村隆行          |
| 121  |          | 东海道的暴风雨         | 舘正贵            | 新田义方 | 新田义方   | 箕轮悟            |
| 122  |          | 出现日立七兄弟         | 白根秀树          | 吉川浩司 | 吉川浩司   | 工藤征辉          |
| 123  |          | 漫长的一天             | 佐藤胜一          | 吉川浩司 | 吉川浩司   | 山崎隆生          |
| 124  |          | 银色魔头号的挑战       | 白根秀树          | 小村敏明 | 御厨恭辅   | 柳瀨雄之          |
| 125  |          | 希望之光号的力量       | 白根秀树          | 小村敏明 | 御厨恭辅   | 柳瀨雄之          |
| 126  |          | 交通工具王国           | 佐藤勝一          | 小村敏明 | 新田義方   | 渡部明            |
| 127  |          | 阿健和捉迷藏           | 佐藤勝一          | 新田義方 | 新田義方   | 志村隆行          |
| 128  |          | 奇怪的店主             | 冈本和久          | 矢吹勉   | 新田义方   | 渡部明            |
| 129  |          | 警官号的特训           | 白根秀树          | 小村敏明 | 新田义方   | 箕轮悟            |
| 130  |          | 糖球在哪边             | 佐藤胜一          | 小村敏明 | 新田义方   | 志村隆行          |
| 131  |          | 开路先锋号失控         | 白根秀树          | 吉川浩司 | 吉川浩司   | 山崎隆生          |
| 132  |          | 一起飞                 | 佐藤胜一          | 吉川浩司 | 吉川浩司   | 工藤柾辉          |
| 133  |          | 主人登场               | 冈本和久          | 新田义方 | 御厨恭辅   | 柳瀨雄之          |
| 134  |          | 米娜娅队长             | 白根秀树          | 御厨恭辅 | 御厨恭辅   | 柳瀨雄之          |
| 135  |          | 大要塞陷阱             | 白根秀树          | 矢吹勉   | 新田义方   | 志村隆行          |
| 136  |          | 电光快车侠，加油       | 白根秀树          | 矢吹勉   | 藤本ジ朗   | 渡部明            |
| 137  |          | 紧急开赴北海道         | 佐藤胜一          | 小村敏明 | 吉川浩司   | 山崎隆生          |
| 138  |          | 到北海道观光           | 佐藤胜一          | 小村敏明 | 新田义方   | 箕轮悟            |
| 139  |          | 圣诞老人来了           | 冈本和久          | 新田义方 | 新田义方   | 志村隆行          |
| 140  |          | 欢迎到火车侠基地来     | 白根秀树          | 吉川浩司 | 吉川浩司   | 山崎隆生          |
| 141  |          | 我想要指挥室           | 白根秀树          | 小村敏明 | 新田义方   | 櫻井芳久 宇都木勇 |
| 142  |          | 米娜娅占卡师           | 佐藤胜一          | 御厨恭辅 | 御厨恭辅   | 柳瀨雄之          |
| 143  |          | 飞翔断路器登场         | 白根秀树          | 藤本ジ朗 | 藤本ジ朗   | 渡部明            |
| 144  |          | 列车大赛               | 冈本和久 佐藤胜一 | 新田义方 | 新田义方   | 竹渕正美          |
| 145  |          | 安全卫士号大危机       | 白根秀树          | 小村敏明 | 吉川浩司   | 工藤柾辉          |
| 146  |          | 黑暗军团的另一人       | 佐藤胜一          | 吉川浩司 | 吉川浩司   | 山崎隆生          |
| 147  |          | 永远是朋友             | 佐藤胜一          | 吉川浩司 | 吉川浩司   | 工藤柾辉          |
| 148  |          | 大师是谁               | 冈本和久 白根秀树 | 新田义方 | 新田义方   | 櫻井芳久 宇都木勇 |
| 149  |          | 最后一战               | 白根秀树          | 饭岛正胜 | 饭岛正胜   | 箕轮悟            |
| 150  |          | 小站的回忆             | 冈本和久          | 新田义方 | 新田义方   | 竹渕正美          |
| 151  |          | 哲雪和希望号           | 佐藤胜一          | 饭岛正胜 | 饭岛正胜   | 渡部明            |
| 152  |          | 再见了，黑暗军团       | 白根秀树          | 新田义方 | 新田义方   | 山崎隆生          |
| 153  |          | 大决战                 | 白根秀树          | 新田义方 | 新田义方   | 宇都木勇          |
| 154  |          | 我们铁胆火车侠         | 白根秀树          | 新田义方 | 新田义方   | 宇都木勇          |

## 相关商品
- 原创画册

由公司在1997年出版了以动画片为基础的原创故事，全8卷。
作者：。绘画：宮尾岳。
- 音像制品

VHS全24卷，其中JHR系列14卷，新系列10卷。DVD尚未发售。
- CD

| 发售商：      | 发售商：  | 发售商：  | 发售商： | 发售商： | 发售商： |
| ------------- | --------- | --------- | -------- | -------- | -------- |
| 发售日        | 盘种      | Record    | 价格     |          |          |
| 1997年5月21日 | CD Single | CODC-1234 | 1121日圆 |          |          |
| 收录曲        |           |           |          |          |          |
| 曲名          | 作词      | 作曲      | 歌手     |          |          |
|               | 铃木伊织  | 米光亮    | 高山成孝 |          |          |
|               | 广川和之  | 林有三    |          |          |          |
|               | 铃木伊织  | 米光亮    | 卡拉OK版 |          |          |
|               | 广川和之  | 林有三    | 卡拉OK版 |          |          |

| 发售商：      | 发售商：   | 发售商：  | 发售商： | 发售商： | 发售商： |
| ------------- | ---------- | --------- | -------- | -------- | -------- |
| 发售日        | 盘种       | Record    | 价格     |          |          |
| 1997年8月21日 | CD Single  | CODZ-3024 | 1260日圆 |          |          |
| 收录曲        |            |           |          |          |          |
| 曲名          | 作词       | 作曲      | 歌手     |          |          |
|               | 大贺玉之辅 | 小仓松庵  | 远藤正明 |          |          |
|               | 大贺玉之辅 | 林有三    | 高山成孝 |          |          |
|               |            |           |          |          |          |
|               | 广川和之   | 林有三    |          |          |          |

| 发售商：                                          | 发售商：  | 发售商：   | 发售商： | 发售商： | 发售商： |
| ------------------------------------------------- | --------- | ---------- | -------- | -------- | -------- |
| 发售日                                            | 盘种      | Record     | 价格     |          |          |
| 1997年8月21日                                     | CD Single | COCC-14452 | 2718日圆 |          |          |
| 收录曲                                            |           |            |          |          |          |
|                                                   |           |            |          |          |          |
| (高山成孝)                                        |           |            |          |          |          |
|                                                   |           |            |          |          |          |
| (樫原伸彦)                                        |           |            |          |          |          |
|                                                   |           |            |          |          |          |
| (Black Express,Dozilas,Ukkari:横田荣治,,北原冬子) |           |            |          |          |          |
|                                                   |           |            |          |          |          |
| ()                                                |           |            |          |          |          |
|                                                   |           |            |          |          |          |
| (Dozilas,Ukkari:,北原冬子)                        |           |            |          |          |          |
|                                                   |           |            |          |          |          |
| (桥本潮)                                          |           |            |          |          |          |
|                                                   |           |            |          |          |          |
| (高山成孝)                                        |           |            |          |          |          |
|                                                   |           |            |          |          |          |
| (堀江美都子)                                      |           |            |          |          |          |

| 发售商：      | 发售商：   | 发售商：  | 发售商： | 发售商： | 发售商： |
| ------------- | ---------- | --------- | -------- | -------- | -------- |
| 发售日        | 盘种       | Record    | 价格     |          |          |
| 1998年8月21日 | CD Single  | CODC-1598 | 1155日圆 |          |          |
| 收录曲        |            |           |          |          |          |
| 曲名          | 作词       | 作曲      | 歌手     |          |          |
|               | 大贺玉之辅 | 小仓松庵  | 远藤正明 |          |          |
|               | 铃木伊织   | 林有三    | 高山成孝 |          |          |
|               | 大贺玉之辅 | 小仓松庵  | 卡拉OK版 |          |          |
|               | 铃木伊织   | 林有三    | 卡拉OK版 |          |          |

| 发售商：      | 发售商：  | 发售商：  | 发售商：                    | 发售商： | 发售商： |
| ------------- | --------- | --------- | --------------------------- | -------- | -------- |
| 发售日        | 盘种      | Record    | 价格                        |          |          |
| 1999年5月21日 | CD Single | CODC-1742 | 1100日圆                    |          |          |
| 收录曲        |           |           |                             |          |          |
| 曲名          | 作词      | 作曲      | 歌手                        |          |          |
|               | 藤林圣子  | 池毅      | 堀江美都子&森之木儿童合唱团 |          |          |
|               | 铃木伊织  | 米光亮    | 堀江美都子&森之木儿童合唱团 |          |          |
|               | 藤林圣子  | 池毅      | 卡拉OK版                    |          |          |
|               | 铃木伊织  | 米光亮    | 卡拉OK版                    |          |          |

## 被抄袭
中国大陆在2012年制作的动画片《高铁侠》以及2013年制作的动画片《高铁英雄》与本片从片名到内容都高度相似。但是后者有《铁胆火车侠》原制作方Takara Tomy和东京电视台的参与合作，严格意义上不算是抄袭。